# IC 4213
IC 4213 est une galaxie spirale vue par la tranche et située dans la constellation des Chiens de chasse. Sa vitesse par rapport au fond diffus cosmologique est de 1 048 ± 16 km/s, ce qui correspond à une distance de Hubble de 15,5 ± 1,1 Mpc (∼50,6 millions d'al). IC 4213 a été découverte par l'astronome français Stéphane Javelle en 1903.
La classe de luminosité d'IC 4213 est III-IV et elle présente une large raie HI
À ce jour, huit mesures non basées sur le décalage vers le rouge (redshift) donnent une distance de 19,788 ± 1,113 Mpc (∼64,5 millions d'al), ce qui est légèrement à l'extérieur des valeurs de la distance de Hubble.

## Groupe de NGC 5005
Selon A. M. Garcia, IC 4213 est un des membres du Groupe de NGC 5005. Ce groupe de galaxies compte au moins 16 membres. Les autres galaxies du groupe sont NGC 4861, NGC 5002, NGC 5005, NGC 5014, NGC 5033, NGC 5107, NGC 5112,  IC 4182, UGC 8181, UGC 8246, UGC 8261, UGC 8303, UGC 8314, UGC 8315 et UGC 8323.
Abraham Mahtessian mentionne aussi l'existence de ce groupe, mais il n'y figure que quatre galaxies, soit NGC 5005, NGC 5014, NGC 5033 et IC 4213.